# توبي غيرهارت
توبي غيرهارت (بالإنجليزية: Toby Gerhart)‏ هو لاعب كرة قاعدة أمريكي، ولد في 28 مارس 1987 في نوركو في الولايات المتحدة.

## وصلات خارجية
- الموقع الرسمي
- توبي غيرهارت على موقع إي إس بي إن.كوم (أن.أف.أل)3
- توبي غيرهارت على موقع مرجع كرة القدم المحترفة.كوم (الإنجليزية)
- توبي غيرهارت على موقع كلية كرة القدم في سبورتس رفرنس.كوم (الإنجليزية)